# N.U.
N.U.（エヌユー）は、神奈川県横浜市を中心に活動しているフォークデュオ。2018年より独立。

## 概要
大阪生まれ横浜育ちのユニット。大阪で別々に育った二人が就職で移り住んだ横浜で出会い、2000年にN.U.を結成。ファン0人の中、二人揃って退社しストリートライブを開始。着実にファンを増やしてきた。地元横浜でのラジオやライブ・イベント活動を軸に各地へ活動の足を伸ばしている。
ユニット名の意味は庭瀬のNとNを支えるみんな“.”（ドット）、宇田のUとUを支えるみんな“.”（ドット）から「N.U.」となり、ドットを忘れないでねとアピールする事がある。
2003年3月、横浜での1000人ライブを成功させるなど精力的な活動を経て、2004年5月から横浜限定シングル5ヶ月連続リリース、同年10月にマキシシングルをリリース、毎週金曜夜は横浜関内のイセザキモールで路上ライブを行っていた。
2006年は初のワンマンライブツアー（渋谷・横浜・名古屋・金沢）の成功で締めくくり、2007年初頭には関東を中心に15ケ所を回るライブサーキットをはさんで、4月には待望の2ndマキシシングル『泣きうさぎ』を発売。
2007年7月、月に一度の100人限定ライブ【Uchi-K-heN?】を開始し、毎回ソールドアウトするほどの人気を博す。これ以降毎月行われているこのワンマンライブは2014年6月で7周年を迎える。
2007年12月、アルバム『ポップコーンとショートムービー』をリリースし、神奈川県民小ホールでのホールワンマンを開催。
2008年12月にはオールセルフプロデュースアルバム『けやき通りスケッチブック』をリリース。また同年、NHK-FM横浜放送局 Jリーグ“神奈川ダービー”テーマソング『ゴール！』を発表。テーマソング・CMソング制作の分野でも活躍し始める。
2009年、JA横浜“はまぽーく”テーマソング『いただきます！』制作。FMヨコハマ『Air Cruise』ジングル制作。
9月、N.U.presents「ヨコハマ・アコースティックフェスティバル」初開催。
翌10月には3枚目となるアルバム『藤が丘ラブストーリー』をリリース。
2010年2月、甘党男子ama-dan推薦ソング『ショートケーキ〜スイーツメモリー〜』発表。同年、箱根小涌園ユネッサン テーマソング『おいでよユネッサン』、横浜市水道局のCMソングも制作。そして10月には箱根プロモーションソング3曲が収録されたシングル『箱根物語』をリリース。小田原・箱根地区でのコンサート活動も活発になる。
2010年10月にはN.U.presents「ヨコハマ・アコースティックフェスティバル2010」が初の野外開催となり、会場となった“象の鼻パーク”で延べ4000人の入場者数を記録する。テレビ・新聞・雑誌等で取り上げられたこのイベントではチャリティー活動も行い、チャリティーグッズの販売収益は「横浜夢ファンド」「神奈川子ども未来ファンド」「横浜市芸術文化振興財団」に寄付された。
同12月には夏に行われたバンドワンマンライブの模様を収録した初のライブDVD『N.U. LIVE2010 at SHIBUYA O-WEST』をリリース。
2011年8月、マキシシングル『Song for Smile』発売。
2012年9月には、初のベストアルバム『Do My Best〜N.U.BEST SELECTION〜』をリリース。
2013年2月、4枚目となるアルバム『あの頃、僕たちは』をリリース。
同4月から、横浜駅にあるジョイナスB2広場にて毎週土曜日に開催のフリーライブ『スマソン』に毎月出演。(2014年9月でフリーライブは一旦終了)
『スマソン』では9月に開催のジョイナスの森ミュージックアワードへの出場をかけての予選会を月一で開催。ミュージックアワード優勝者は「ヨコハマ・アコースティックフェスティバル」への出演権が与えられた。
2014年9月にはこれまで“象の鼻パーク”で開催してきた5回目となる「ヨコハマ・アコースティックフェスティバル」を“山下公園”へと移動し、初の飲食ブース登場でよりフェスティバル感が増し、大成功となる。
2014年12月に発売された5枚目のアルバム『風が強く吹く日に』に収録されている『君がいる風景』がBSジャパンの情報番組『Nikkei 朝とく』のオープニングとエンディングテーマ曲として2014年9月30日より使用されている。
2015年2月、活動15周年を迎えるにあたり、2/11〜15の5Daysワンマンライブを伊勢佐木町にあるクロスストリートにて開催。
2015年7月25日、結成15周年を記念し、みなとみらいホール(小ホール)にて弦楽四重奏・ピアノとのコラボレーションコンサート開催。
2015年11月、月一で開催中の【Uchi-K-heN?】が100回目を迎え、2017年7月で丸10年となった。
2016年1月、極上のアコースティックサウンドを目指しアコースティックバンド『N.U.color(ニューカラー)』結成。
2017年末に所属していたダブルフューチャーを離れ、2018年より独立。

## 来歴
2000年 N.U.結成、ストリートライブ開始。
2002年 FM横浜「YOKOHAMA MUSIC AWARD」の第8期グランプリを受賞。
2003年3月「かながわドームシアター1000人ライブ」を成功させる。
2003年4月 FMヨコハマでレギュラー番組「HANASHI GUY」スタート。
2004年5月 横浜限定発売の『横濱物語』シリーズを5ヶ月連続リリース。
2004年12月 横浜観光フォーラムに音楽分野で初の認定を受け、中田市長に表彰される。
2005年4月 ストリートライブ休止。
最後のストリートライブに遠方からも大勢のファンが集まった(約700人)。ファンでイセザキモールの路が塞がってしまったため苦情が入り、予定より早めの終演となった。以降は公約通り不定期でストリートライブが行われている。
2006年2月 みなとみらい線開通2周年記念イベントの1つとして馬車道駅でジェリービーンズコンサートを行い、馬車道駅の一日駅長を務めた。みなとみらい線開業後、最初の一日駅長である。
2006年6月28日 シングル「さよならHappy End」を全国発売。
2007年4月4日に全国発売シングル2枚目の「泣きうさぎ」を発売。インディーズチャート最高5位獲得。オリコンでも初登場で76位にランクイン。
2007年7月 この月から毎月1回、プライベートワンマン「Uchi-K-heN?(うちけーへん？)」を開催中。
2007年12月 1stフルアルバム「ポップコーンとショートムービー」を全国発売。新録はT-8「三つ年下」,T-9「表通りはいつも通り」の2曲、他は限定生産または限定発売となっていた楽曲を収録。FM横浜（84.7Mhz）2007年12月のプライムカッツ（ヘビーローテーション曲）に「三つ年下」が選出され、数多くオンエアーされた。
2007年年末 tvk「YOKOHAMA MUSIC EXPLORER」の第1回YMEレコード大賞で「泣きうさぎ」が大賞を受賞。
2008年、2007年2月に出逢ったTAKUMAとのユニットN.U.T.活動開始。
2008年12月 2ndアルバム「けやき通りスケッチブック」を全国発売。収録されている8曲全てが新録で、自身初のセルフプロデュース作品となっている。その中の「マリンタワー」が、レディオ湘南の12月前半パワープレイソングに決定。
2009年9月20〜23日 N.U.presents「ヨコハマ・アコースティックフェスティバル09」開催。N.U.の人柄が表れた、終始温かい雰囲気が漂うイベントだった。
2009年10月9日 3rdアルバム「藤が丘ラブストーリー」を全国発売。収録されている8曲全てが新録。
2010年2月 甘党男子とのコラボレーション。甘党男子応援ソング「ショートケーキ〜スイーツメモリー〜」が配信限定発売。
2010年10月17日　横浜・象の鼻パーク開港の丘にてアコフェスを主催し、初開催ながら成功を収める。野外でのフリーライブであったが立ち止まった人が長い時間聴き入るといった奇跡を生み出した。
2011年8月26日 マキシシングル「Song for Smile」を全国発売。
2012年9月26日 初のベストアルバム「Do My Best〜N.U. BEST SELECTION〜」を全国発売。
2013年2月20日 待望の4thアルバム「あの頃、僕たちは」を全国発売。
2014年6月 ひなたとのユニット、じょんのびーず結成。
2014年9月28日 5回目となるヨコハマアコフェスを、会場を山下公園に移して飲食ブースを出店しての開催。大成功を収める。
2014年12月3日 新たな制作チームによる5枚目のアルバム「風が強く吹く日に」を全国発売。
2016年1月　アコースティックバンドN.U.color結成　メンバー：庭瀬幸一郎（Gt.＆Vo.）、宇田シンヤ（Gt.＆Vo.）、 麻生祥一郎（Per.）、横沢慶 （Gt.＆Ba.）、炭竃智弘（Pf.&Ba.）
2017年12月23日　シングル「Kore Ijou Sukini Sasenaide」を発売。収録曲3曲すべて書き下ろし。
2018年5月12日　二枚目となるベストアルバム「Do Our Best〜N.U. BEST SELECTION 2〜」 を発売。全15曲中、初音源化4曲を含む13曲が新録音。収録曲はファンからの投票により決定。
同日、独立後初の単独ホールコンサートを横浜市栄区にあるリリスにて開催し、大成功を収める。
2018年8月10日　かなっくホール（横浜市神奈川区民文化センター）にて「N.U.ホールワンマンコンサート〜Song for Smile〜」を入場無料にて開催。

## メンバー
庭瀬幸一郎（Vo&AG） - 1975年2月18日生まれ、AB型、大阪府出身、既婚
立ち位置：左
担当：Vocal,Acoustic Guiter,Electric Guiter,Piano,三線 etc...
宇田晋也（Vo&AG） - 1974年5月11日生まれ、O型、大阪府出身、既婚
立ち位置：右
担当：Vocal,Acoustic Guiter,Percussion etc...

## サポートメンバー
レイボウ　guitar
高畠俊 bass
麻生祥一郎 drums
荒幡亮平 keyboards
炭竃智弘 keyboards&bass

## ディスコグラフィー

### シングル
- キレイになったね！　 2002年12月14日発売

1. キレイになったね！
2. カフェ・オ・レ
3. 悲しい瞳

- 半人前が行く！　2003年3月23日発売

1. 半人前が行く！
2. 格好つけたい！格好つかない？（ライブバージョン）

- プレゼント！　2003年12月発売（2005年11月18日に再発売）

1. プレゼント！

- 観覧車　2004年5月1日発売

1. 観覧車

- 二人のままで　2004年6月1日発売

1. 二人のままで

- もう、君しか見えない　2004年7月1日発売

1. もう、君しか見えない

- 夏の花　2004年8月1日発売

1. 夏の花

- 風と帰り道　2004年9月1日発売

1. 風と帰り道

- 二人のままで 〜横濱物語・壱〜　2004年10月1日発売

1. 二人のままで
2. 恋と自転車
3. 冬支度
4. 69階

- さよならHappy End　2006年6月28日発売

1. さよならHappy End
2. 感情二号線
3. もしも願いが

- 泣きうさぎ　2007年4月4日発売

1. 泣きうさぎ
2. Rain Drop
3. 想い出があるから

- 箱根物語　2010年10月1日発売

1. 箱根の神様
2. 箱根が待ってるよ
3. 旅路の途中

- Song for Smile　2011年8月26日発売

1. Song for Smile
2. キミにカンパイ
3. 心に君と太陽を

- Kore Ijou Sukini Sasenaide　2017年12月23日発売

1. Kore Ijou Sukini Sasenaide
2. Dear YOKOHAMA
3. Good Morning Coffee

- ラブレター　〜父から娘へ〜　2020年6月20日発売

1. ラブレター　〜父から娘へ〜
2. mirage

- サワーと一緒に　2020年11月28日発売

1. サワーと一緒に
2. 飲み過ぎちゃったな

### ビデオ
- LIVE!半人前が行く！　2003年7月発売

1. 言えない、よね？
2. カフェ・オ・レ
3. キレイになったね！
4. 観覧車
5. かくれんぼう
6. 冷たい雨
7. かしこ
8. 三人
9. 半人前が行く！

### DVD
- N.U. LIVE 2010 at SHIBUYA O-WEST 2010年12月23日発売

1. Boys&Girls
2. 逢えてよかった
3. トゲ
4. マリンタワー
5. 逃亡者
6. 君の手を離す夜
7. 1page
8. ベランダより愛を込めて
9. ハダカノキミ
10. GREEN
11. 「幸せ」って言葉

- N.U.ワンマンライブ～イブイブでGO！２０１７～　2018年2月10日発売 二枚組

　DISC1－Live　Disc－
1. プレゼント！
2. Boys&Girls
3. 観覧車
4. 泣きうさぎ
5. 1page
6. マリンタワー
7. Dear YOKOHAMA
8. 69階
9. 逃亡者
10. ベランダより愛を込めて
11. 僕らの秘密基地
12. 平凡で特別な日曜日
13. Good Morning Coffee
14. 君がいる風景
15. 恋と自転車
16. Kore Ijou Sukini Sasenaide
17. ハダカノキミ
18. 誘惑～Love Wonderland～
19. GREEN

　DISC2－Bounus　Disc－

### アルバム
- ごあいさつ　2002年1月26日発売

1. キレイになったね！
2. 三人
3. Selfish
4. 大好き
5. 冷たい雨
6. かしこ

- ポップコーンとショートムービー　2007年12月5日発売

1. プレゼント！
2. 二人のままで
3. 観覧車
4. 冬支度
5. もう、君しか見えない
6. 夏の花
7. 風と帰り道
8. 三つ年下
9. 表通りはいつも通り
10. 恋のはじまり

- けやき通りスケッチブック　2008年12月5日発売

1. Boys&Girls
2. マリンタワー
3. けやき通りに雪が降った日
4. あいしてる
5. トゲ
6. 一人、西口にて
7. 逢えてよかった
8. ただいま

- Uchi-K-heN?presents SONG BOOK 1 ～Unplugged Key Note～ 2009年4月10日発売

1. ずっと(2000)
2. 言えない、よね？(2001)
3. ねぇ(2000)
4. 片付けなくちゃ！(2001)
5. 君がいなくなって(2000)

- Uchi-K-heN?presents SONG BOOK 2 ～Unplugged Key Note～ 2009年8月22日発売

1. 太陽が笑ってた(2002)
2. 大嫌い(2000)
3. 愛しのタバ子(2000)
4. 明日へ(2000)
5. バイバイ(2003)

- 藤が丘ラブストーリー　2009年10月9日発売

1. 1page
2. かくれんぼう
3. 営業四部販売促進課〜シンヤとサチのケース〜
4. 逃亡者
5. 君の手を離す夜
6. 笑いながら
7. 「幸せ」って言葉
8. GREEN

- Do My Best〜N.U. BEST SELECTION〜 2012年8月26日発売

1. 笑いながら
2. 泣きうさぎ
3. 二人のままで
4. 三人
5. マリンタワー
6. 観覧車
7. Boys&Girls
8. ベランダより愛を込めて
9. ただいま
10. 逃亡者
11. ハダカノキミ
12. 「幸せ」って言葉
13. 半人前が行く！
14. Song for Smile
15. GREEN
16. 33

- あの頃、僕たちは 2013年2月20日発売

1. 天体ショー(2012.05.21)
2. スタートライン
3. 眠りたいEverynight
4. 僕らの秘密基地
5. さよならの曲がり角
6. タイムマシンがなくたって
7. 平凡で特別な日曜日
8. かしこ

- Uchi-K-heN? presents SONG BOOK 3 〜Unplugged Key Note〜 2013年8月4日発売

1. ブランコ
2. PaPaPaPa Part2
3. バレンタイン・キッズ
4. 君がいる風景
5. 冷たい雨
6. 誰もが誰かのサンタクロース

- 風が強く吹く日に　2014年12月3日発売

1. 恋をしようよ
2. 誘惑〜Love Wonderland〜
3. 僕はアンドロイド
4. Christmasを過ぎても
5. 君がいる風景
6. Good luck and Good bye
7. いつかのヒーロー
8. 会いたくて

- Do Our Best〜N.U. BEST SELECTION 2〜 2018年5月12日発売

1. 誘惑〜Love Wonderland〜
2. カフェ・オ・レ
3. 69階
4. 恋と自転車
5. セピア
6. 僕らの秘密基地
7. フラッシュバック
8. ブランコ
9. 平凡で特別な日曜日
10. 誰もが誰かのサンタクロース
11. 僕においで
12. 天体ショー(2012.05.21)
13. 1page
14. かしこ
15. 僕が描いた未来

- 雨のち Hello again 2019年5月11日発売

1. Kore Ijou Sukini Sasenaide [new arrange]
2. コイノハネ
3. once more again
4. またやっちゃったな〜Last train loser〜
5. ひよこのうた
6. LOVE
7. Hello again
8. 夢見が丘
9. 手をつなごう（ピンクシャツデーin神奈川 テーマソング）《Bonus Track》
10. Link〜出会えた奇跡にありがとう〜（ピンクシャツデーin神奈川 テーマソング）《Bonus Track》

## 楽曲
1. あいしてる(2007.10/N)＜『けやき通りスケッチブック』収録＞
2. 会いたくて(2014.12/N)＜『風が強く吹く日に』収録＞
3. 会おうね、箱根(2018.8/U)
4. 逢えてよかった(2005.12/U)＜『けやき通りスケッチブック』収録＞
5. 明日へ(2000/U)＜『Uchi-K-heN?presents SONG BOOK 2 ～Unplugged Key Note～』収録＞
6. 明日へのSTEP(2010.11/U)
7. あなたが僕にくれたもの(2016.6/Nソロ曲)
8. あの頃のように(仮)(2008.11/N)
9. ありがとうの唄(2006.4/U)
10. 言えない、よね？(2001/N)＜『Uchi-K-heN?presents SONG BOOK 1 ～Unplugged Key Note～』収録＞
11. 行きたかった、夏祭(2000/N)
12. いただきます！(2009.9/N.U.)
13. 1page ※旧表記：いちページ(2008.5/N)＜『藤が丘ラブストーリー』『Do Our Best〜N.U. BEST SELECTION 2〜』 、収録＞
14. いつかのヒーロー(2014.12/N.U.)＜『風が強く吹く日に』収録＞
15. 愛しのタバ子(2000/N)＜『Uchi-K-heN?presents SONG BOOK 2 ～Unplugged Key Note～』収録＞
16. Wish(2000/U)
17. WE LOVE 商店街(2013.7/N.U.)＜『GACHI!SERIES 10th ANNIVERSARY -GACHI!SONGS-』収録＞
18. 営業四部販売促進課〜シンヤとサチのケース〜(2001/N)＜『藤が丘ラブストーリー』収録＞
19. 営業四部販売促進課〜シンヤとサチのその後〜(2003.9/N)
20. おいでよユネッサン※旧題：ユネッサン(2010.3/N.U.)
21. おかえり(2009.2/U)
22. 置き忘れのスマイル(2000/U)＜『Yellow Acoustics ON THE STREET』(ベルズコンピレーションアルバム)収録＞
23. 思いが行き交う箱根道(2018.8/N)
24. 想い出があるから(2004.3/N)＜『泣きうさぎ』収録＞
25. 想い出商店街＜『GACHI!SERIES 10th ANNIVERSARY -GACHI!SONGS-収録』＞
26. 表通りはいつも通り(2005.12/N)＜『ポップコーンとショートムービー』収録＞
27. 音頭！横濱歌絵巻(2011.07/N.U.)
28. 帰りたくないな(2011.2/N)
29. 帰ろう(2007.6/U)＜『RED GROOVE TV3』(ベルズコンピレーションアルバム)収録＞
30. かくれんぼう(2001/U)＜『藤が丘ラブストーリー』収録＞
31. 風が強く吹く日も(2017.6)＊N.U.color
32. 風と帰り道(2004.9/N)＜『ポップコーンとショートムービー』収録＞
33. かしこ(2001/N)＜『ごあいさつ』、『あの頃、僕たちは』、『Do Our Best〜N.U. BEST SELECTION 2〜』 収録＞
34. 悲しい瞳(2002.4/N)＜『キレイになったね！』収録＞
35. 片づけなくちゃ(2001/N)＜『Uchi-K-heN?presents SONG BOOK 1 ～Unplugged Key Note～』収録＞
36. 格好つけたい！格好つかない？(2000/N)＜『半人前が行く！』収録＞
37. カフェ・オ・レ(2001/U)＜『キレイになったね！』、『Do Our Best〜N.U. BEST SELECTION 2〜』 収録＞
38. colorless world(2016.3/U)
39. 感情二号線(2003.5/N)＜『さよならHappy End』収録＞
40. 観覧車(2003.1/N)＜『ポップコーンとショートムービー』、『Do My Best〜N.U. BEST SELECTION〜』収録＞
41. 希望の光(2011.4/N.U.、ひなた)
42. 気になる君へ(2000/N)
43. 君がいなくなって(2000/N)＜『Uchi-K-heN?presents SONG BOOK 1 ～Unplugged Key Note～』収録＞
44. 君がいる風景　＊旧題：風景(2008.6/U)＜『風が強く吹く日に』、＜『Uchi-K-heN?presents SONG BOOK 3 ～Unplugged Key Note～』収録＞
45. 君が眠る前に(2001/U)
46. キミと一つに(2017.2/N)＊N.U.color
47. 君とポトス(2000/U)
48. 君とランデブー(2006.4/U)
49. 君ならできる(2008.4/N)
50. キミにカンパイ ＊旧題：イトシキミ(2011.6/N)＜『Song for Smile』収録＞
51. 君に恋煩い(2010.7/N)
52. 君の手を離す夜(2009.10/U)＜『藤が丘ラブストーリー』収録＞
53. Q(2016.1/N)＊N.U.color
54. 休日の過ごし方(2010.6/U)
55. 霧が丘音頭(2014.8/N.U.)
56. キレイだ(2017.6/N)＊N.U.color
57. キレイになったね！(2001/N)＜『ごあいさつ』、『キレイになったね！』収録＞
58. Good Morning Coffee(2017.11/N)<『Kore Ijou Sukini Sasenaide』収録>
59. Good luck and Good bye(2014.12/N)＜『風が強く吹く日に』収録＞
60. Christmasを過ぎても(2014.12/U)＜『風が強く吹く日に』収録＞
61. GREEN(2007.11/U)＜『藤が丘ラブストーリー』、『Do My Best〜N.U. BEST SELECTION〜』収録＞
62. グルグル(2002.4/U)
63. けやき通りに雪が降った日(2004.12/U)＜『けやき通りスケッチブック』収録＞
64. 恋と自転車(2003.6/U)＜『二人のままで～横濱物語・壱～』、『Do Our Best〜N.U. BEST SELECTION 2〜』 収録＞
65. 恋の秋〜ずっと前から好きだった〜(2010.10/N)
66. 恋のはじまり(2004.3/N)＜『ポップコーンとショートムービー』収録＞
67. コイノハネ(2009.7/N)＜『雨のち Hello again』収録＞
68. 恋をしようよ(2014.12/N)＜『風が強く吹く日に』収録＞
69. Go！(2002.11/U)
70. Go for it!(2000/U)
71. ゴール！(2008.3/U)
72. 心に君と太陽を(2011.8/U)＜『Song for Smile』収録＞
73. 心に“はね”を(2000/U)
74. 心のマフラー(2011.4/U)<東日本大震災チャリティーCD収録>
75. Kore Ijou Sukini Sasenaide(2017.12/N)<『Kore Ijou Sukini Sasenaide』収録>＜[new arrange]『雨のち Hello again』収録＞
76. Safari(2017.2)＊N.U.color
77. さよなら恋人(2001/N)
78. サヨナラしてあげる(2001/N)
79. さよなら2011(2011.12/N)
80. さよならの曲がり角(2013.2/U)＜『あの頃、僕たちは』収録＞
81. さよならHappy End(2006.6/U)＜『さよならHappy End』収録＞
82. さよならはHappy End(2005.2/U)
83. サワーと一緒に＜『サワーと一緒に』収録＞
84. サンキュー(2014.5/N.U.、ひなた)
85. 33(2008.1/U)＜『Do My Best〜N.U. BEST SELECTION〜』、『15×2~Double Feature~』(ベルズ15th Anniversary compilation album)収録＞
86. 三塔物語(2010.9/N.U.)
87. 三人(2001/N)＜『ごあいさつ』、『Do My Best〜N.U. BEST SELECTION〜』収録＞
88. 『幸せ』って言葉(2003.6/N)＜『藤が丘ラブストーリー』、『Do My Best〜N.U. BEST SELECTION〜』収録＞
89. ジェットコースター(2000/N)
90. 時間よ止まれ(2001/N)
91. シネマ(2016.4/U)
92. just friend(2008.8/U)
93. June(2001/N)
94. ショートケーキ〜スイーツメモリー〜　※旧題:クラスメイト(2010.1/N)
95. じょんのびがええやん？(2014.5/N.U.、ひなた)
96. 白い夜を越えて(2002/U)
97. 心合~shin ai~(2016.5/Uソロ曲)
98. スケートリンク(2006.4/N)
99. スタートライン(2013.2/U)＜『あの頃、僕たちは』収録＞
100. ずっと(2000/N.U.)＜『Uchi-K-heN?presents SONG BOOK 1 ～Unplugged Key Note～』収録＞
101. ずっとずっと(2009.4/N)
102. STATION WAGON(2000/U)
103. ストーリー(2009.2/N)
104. Stories(2013.7/N.U.)＜『GACHI!SERIES 10th ANNIVERSARY -GACHI!SONGS-』収録＞
105. スペアキー(2007/N)
106. スペース☆ドリーマー(2007.9/U)
107. セピア(2002/N)<『Do Our Best〜N.U. BEST SELECTION 2〜』 収録>
108. Selfish(2001/N)＜『ごあいさつ』収録＞
109. So Sweet(2010.4/U)
110. 続・帰ろう(仮)(2008.12/U)
111. 続マリンタワー(2009.10/N)
112. そのポッキーの向こうへ(2006.11/N.U.)
113. そばにいるよ(2016.11/U)
114. 空(2000/U)
115. Song for Smile(2010.5/N)＜『Song for Smile』、『Do My Best〜N.U. BEST SELECTION〜』収録＞
116. 大嫌い(2000/N)＜『Uchi-K-heN?presents SONG BOOK 2 ～Unplugged Key Note～』収録＞
117. 大丈夫？(2009.8/U)
118. 大好き(2001/N)＜『ごあいさつ』収録＞
119. 大・大・大好きダイナシティ(2010.7/N.U.)
120. タイムマシンがなくたって(2011.3/U)＜『あの頃、僕たちは』収録＞
121. 太陽が笑ってた(2002.8/U)＜『Uchi-K-heN?presents SONG BOOK 2 ～Unplugged Key Note～』収録＞
122. ただいま(2005.12/U)＜『けやき通りスケッチブック』、『Do My Best〜N.U. BEST SELECTION〜』収録＞
123. 楽しい世界(2012.2/N.U.、YKJ)
124. 旅路の途中(2010.3/N.U.)＜『箱根物語』収録＞
125. たまごかけごはん(2013.8/N)
126. 誰もが誰かのサンタクロース(2009.12/N)＜『Uchi-K-heN?presents SONG BOOK 3 ～Unplugged Key Note～』、『Do Our Best〜N.U. BEST SELECTION 2〜』 収録＞
127. CHECK!! (仮)(2010.12/U)
128. チョコレート(2011.11/U)
129. 沈黙 ※旧題：どうして黙ってるの?(2007.12/N)
130. 通勤快速(2006.4/U)
131. つまりはこんな片想い(2000/U)
132. 冷たい雨(2001/U)＜『ごあいさつ』、＜『Uchi-K-heN?presents SONG BOOK 3 ～Unplugged Key Note～』収録＞
133. Dear YOKOHAMA(2017.12/U)<『Kore Ijou Sukini Sasenaide』収録>
134. tvk社歌(2015.9/N番組内で即興)
135. 手をつなごう(2018.2/U)＜『雨のち Hello again』収録＞
136. 天体ショー(2012.05.21)(2013.2/N)＜『あの頃、僕たちは』、『Do Our Best〜N.U. BEST SELECTION 2〜』 収録＞
137. どうだっていい(2010.8/U)
138. 逃亡者(2009.5/U)＜『藤が丘ラブストーリー』、『Do My Best〜N.U. BEST SELECTION〜』収録＞
139. トゲ(2003.5/N)＜『けやき通りスケッチブック』収録＞
140. 内緒のハナシ(2000/N)
141. 泣きうさぎ(2007.4/N)＜『泣きうさぎ』、『Do My Best〜N.U. BEST SELECTION〜』収録＞
142. 夏の花(2004.8/N)＜『ポップコーンとショートムービー』収録＞
143. 5/7(2000/N.U.)
144. 何回もゴメン(2017.1/N)
145. 何度ころんでも(2011.3/N)
146. 何度でも(2008.10/U)
147. 二本目の桜(2000/U)
148. ニワセとウダとヤスジとシュウゴ(2012.2/N.U.、YKJ)
149. ねぇ(2000/U)＜『Uchi-K-heN?presents SONG BOOK 1 ～Unplugged Key Note～』収録＞
150. 眠りたいEverynight(2013.2/N)＜『あの頃、僕たちは』収録＞
151. 飲み過ぎちゃったな＜『サワーと一緒に』収録＞
152. PaPaPaPa(2008.4/N)
153. PaPaPaPa Part2(2011.1/N)＜『Uchi-K-heN?presents SONG BOOK 3 ～Unplugged Key Note～』収録＞
154. バイバイ(2003.1/U)＜『Uchi-K-heN?presents SONG BOOK 2 ～Unplugged Key Note～』収録＞
155. 拝啓、父上様(2011.5/N)
156. 箱根が待ってるよ(2010.3/U)＜『箱根物語』収録＞
157. 箱根の神様(2010.3/N)＜『箱根物語』収録＞
158. ハダカノキミ(2010.8/N)＜『Do My Best〜N.U. BEST SELECTION〜』収録＞
159. 初恋を乗せて(2009.6/N)
160. Happy Wedding(2008.2/N)
161. Happy-Go-Lucky(2001/U)
162. Happy Birthday(2011.10/N)
163. Happy Birthday to You(2000/N.U.)
164. はじまり。(2000/U)
165. ハナヒラケ(2007.8/N)
166. パノラマドライブ ＊旧題：中古車(大黒ふ頭)(2009.11/U)
167. 春が来たら(2000/N.U.)
168. バレンタイン・キッズ(2010.2/N)＜『Uchi-K-heN?presents SONG BOOK 3 ～Unplugged Key Note～』収録＞
169. Hello again＜『雨のち Hello again』収録＞
170. 半人前が行く！(2001/N)＜『半人前が行く！』、『Do My Best〜N.U. BEST SELECTION〜』収録＞
171. ピクニックへ行こう(2017.2/N)＊N.U.color
172. 「ひとりごと」(2000/N)
173. 一人、西口にて(2005.3/N)＜『けやき通りスケッチブック』収録＞
174. ひよこのうた(2018.9/N)＜『雨のち Hello again』収録＞
175. Believe(2000/U)
176. 二人のままで(2004.6/N)＜『二人のままで～横濱物語・壱～』、『ポップコーンとショートムービー』、『Do My Best〜N.U. BEST SELECTION〜』収録＞
177. フラッシュバック(2003.9/U)<『Do Our Best〜N.U. BEST SELECTION 2〜』 >
178. ブランコ(2005.2/N)＜『Uchi-K-heN?presents SONG BOOK 3 ～Unplugged Key Note～』、『Do Our Best〜N.U. BEST SELECTION 2〜』 収録＞
179. プレゼント！(2003/N)＜『ポップコーンとショートムービー』収録＞
180. 冬支度(2004.10/N)＜『二人のままで～横濱物語・壱～』、『ポップコーンとショートムービー』収録＞
181. 平凡で特別な日曜日(2009.8/N)＜『あの頃、僕たちは』、『Do Our Best〜N.U. BEST SELECTION 2〜』 収録＞
182. ベランダより愛をこめて ※旧題：Love Letter from ベランダ(2008.7/N)＜『Do My Best〜N.U. BEST SELECTION〜』収録＞
183. Very Merry X'mas(2000/U)
184. Boys & Girls(2007.7/N)＜『けやき通りスケッチブック』、『Do My Best〜N.U. BEST SELECTION〜』収録＞
185. 僕が描いた未来(2002.8/N)<『Do Our Best〜N.U. BEST SELECTION 2〜』 >
186. 僕においで(2009.3/U)<『Do Our Best〜N.U. BEST SELECTION 2〜』 >
187. 僕はアンドロイド(2014.12/N)＜『風が強く吹く日に』収録＞
188. 僕らの秘密基地(2013.2/N)＜『あの頃、僕たちは』、『Do Our Best〜N.U. BEST SELECTION 2〜』 収録＞
189. ホコリ(2000/N)
190. 歩道橋(2005.3/N)
191. ホントはね(2011.1/N)
192. My song for you(2000/N.U.)
193. MY HOME TOWN OSAKA(2006/N.U.)
194. My Life(2000/U)
195. またやっちゃったな〜Last train loser〜＜『雨のち Hello again』収録＞
196. マニマニ ※旧題：タニマニマニマニ(2016.2/N)
197. 間抜けなLove Story(2001/N)
198. マリンタワー(2004.3/U)＜『けやき通りスケッチブック』、『Do My Best〜N.U. BEST SELECTION〜』収録＞
199. Mr.リーマン(2000/N.U.)
200. 三つ年下(2007/N)＜『ポップコーンとショートムービー』収録＞
201. mirage＜『ラブレター　〜父から娘へ〜』収録＞
202. もう、君しか見えない(2004.7/U)＜『ポップコーンとショートムービー』収録＞
203. もういいよ！(2008.9/N)
204. もしも願いが(2005/N)＜『さよならHappy End』収録＞
205. 優しいKiss(2002/N)
206. 優しさの向こう側(インスト曲/2008.2/N)
207. 誘惑〜Love Wonderland〜(2014.12/U)＜『風が強く吹く日に』、『Do Our Best〜N.U. BEST SELECTION 2〜』収録＞
208. 夢見が丘(2001/U)＜『雨のち Hello again』収録＞
209. よしんば片想い(2008.4/N)
210. LOVE＜『雨のち Hello again』収録＞
211. Love Yourself(2017.2/U)＊N.U.color
212. ラブレター　〜父から娘へ〜＜『ラブレター　〜父から娘へ〜』収録＞
213. Link～出会えた奇跡にありがとう～(2018.2/N)＜『雨のち Hello again』収録＞
214. Rain Drop(2003.9/N)＜『泣きうさぎ』収録＞
215. 6月の招待状(2001/U)
216. 69階(2004/U)＜『二人のままで～横濱物語・壱～』、『Do Our Best〜N.U. BEST SELECTION 2〜』 収録＞
217. 別れ路(2002.8/N)
218. 笑いながら(2009.1/N)＜『藤が丘ラブストーリー』、『Do My Best〜N.U. BEST SELECTION〜』収録＞
219. once more again＜『雨のち Hello again』収録＞
220. ワンルーム ※旧題：DA・I・BE・N((2000/N)＜『Yellow Acoustics ON THE STREET』(ベルズコンピレーションアルバム)収録＞

## ラジオ
- LIVING GARDEN(FMおだわら)

毎月第一火曜日「N.U.の音魂」として生電話出演中(11:00～14:00のどこか)
- iMA音楽アリーナ(FM-N1)

毎月最終火曜日17:00～17:45、N.U.のコーナーあり
- NESIAD!!（FMはなび）

2017年5月～隔週土曜日22:00～23:00、「大曲へGO！(仮)」としてN.U.のコーナーあり

### 過去
- N.U.のHANASHI GUY!!（FMヨコハマ）

2003年4月7日～2006年3月27日。毎週月曜日深夜25時30分から26時の30分番組。
- N.U.のHANASHI GUY Z!!（FMヨコハマ）

2006年4月3日～2008年3月31日。毎週月曜日夜22時20分から22時40分の20分番組（tre-sen内の番組）
- N.U.のおもろナイト（fm osaka）

2006年10月3日火曜日深夜27時から29時の2時間番組としてスタート
2007年3月27日火曜日まで、全26回
- N.U.のおもろナイト2（fm osaka）

2007年4月7日土曜日夜21時から21時30分の30分番組でゴールデンタイム進出
2007年6月30日土曜日終了、全13回
「おもろナイト2」で「おもろナイツ」と読む
- N.U.のハワイやん？(レディオ湘南)

2007年10月03日水曜日スタート
- EXCELLENT 5(FM-N1)

2010年4月より毎月最終金曜18:00-18:30、N.U.のコーナー